# Bela ščitovka
Bela ščitovka (znanstveno ime Pluteus pellitus) je gliva iz rodu ščitovk (Pluteus).

## Značilnosti
Klobuk ima v premeru od 4 do 7 cm. Je prevladujoče bele barve, razen na sredini, kjer ima drobne rjavkaste luskice. Najprej je konveksen, pozneje se razširi. Je tenko mesnat, površina je suha in svilena.
Lističi so najprej bele barve, kasneje postanejo rožnati. So gosti in nepripeti ter zaokroženi ob betu.
Bet je bele barve, valjast, votel, lomljiv, včasih rahlo ukrivljen, gladek, v dnišču rahlo vlaknat.
Nima posebnega vonja in okusa.

## Razširjenost in življenjski prostor
Raste posamično od poletja do začetka zime na štorih in deblih listavcev, predvsem bukve.

## Mikroskopske značilnosti
Trosni odtis je rožnate barve. Trosi so rahlo elipsasti oziroma skoraj okrogli, gladki in merijo 5–7 x 4–5 µm.

## Podobne vrste
- klobukasta ščitovka (Pluteus petasatus) ima bolj sivkast klobuk.
- Puzarjeva ščitovka (Pluteus pouzarianus) raste na lesu iglavcev in ima rahlo večje trose.

## Uporabnost
Užitna a ne preveč kvalitetna.

## Galerija slik
- ilustracija
- luskasta grbica na klobuku
- lističi in bet
- detajl lističev
- trosi